# Consejo Ejecutivo
Un Consejo Ejecutivo en la práctica constitucional del Commonwealth basada en el sistema de Westminster es un órgano constitucional que ejerce poderes ejecutivo y (hipotéticamente) aconseja al Gobernador o Gobernador General. Los Consejos Ejecutivos usualmente toman sus decisiones a través de Órdenes en Consejo (Orders-in-Council).

## Características
Los consejeros ejecutivos son informalmente llamados "ministros". Algunos Consejos Ejecutivos, especialmente en Canadá, son presididos por un Presidente o Vicepresidente. En otros países de la Mancomunidad Británica de Naciones no hay presidente formal del Consejo Ejecutivo, aunque las reuniones son efectuadas en presencia del Gobernador General o Gobernador (excepto en raros supuestos) y las decisiones requieren de la anuencia del Gobernador General.
Estos Consejos tienen casi las mismas funciones que el Consejo Privado del Reino Unido, y consecuentemente, las decisiones del Gabinete comienzan a tener efectos legales a partir de su adopción formal por parte del Consejo Ejecutivo.
- Datos: Q5419809